# Vissati
Vissati é uma vila e comuna angolana que se localiza na província do Cubango, pertencente ao município de Cutato.
Anteriormente uma comuna do município do Cuchi, em 5 de setembro de 2024 foi transferido para a jurisdição do novo município de Cutato.